# Tijeras Canyon

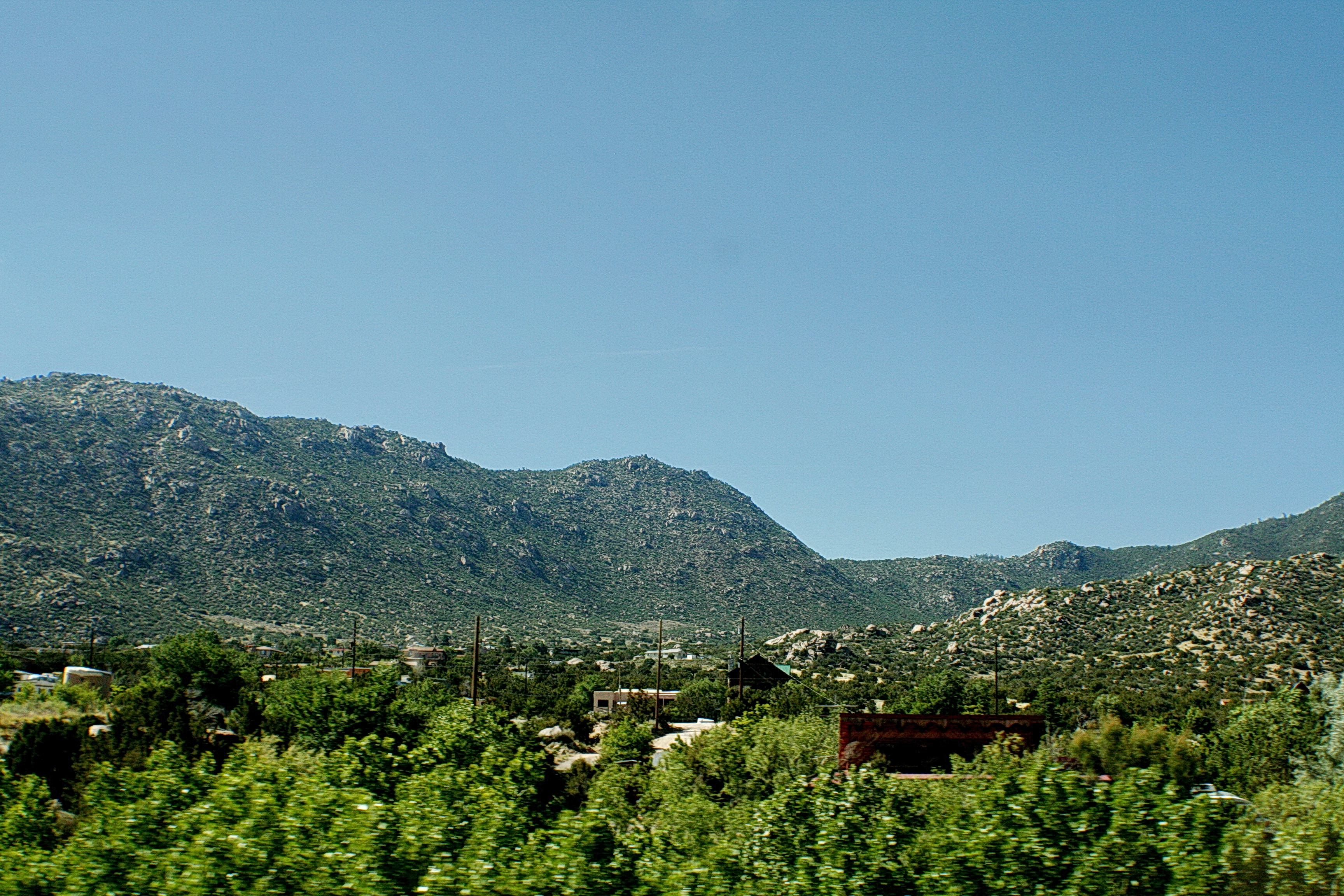
Tijeras Canyon

Le Tijeras Canyon, appelé aussi Tijeras Pass, est un canyon situé au centre de l'état du Nouveau-Mexique, à l'est d'Albuquerque.
Le canyon est orienté nord-est/sud-ouest; au nord se trouvent les Monts Sandia, et au sud les Manzano Mountains (en).

## Historique
Les plus anciens habitants du lieu étaient les indiens Pueblos.

## Infrastructures

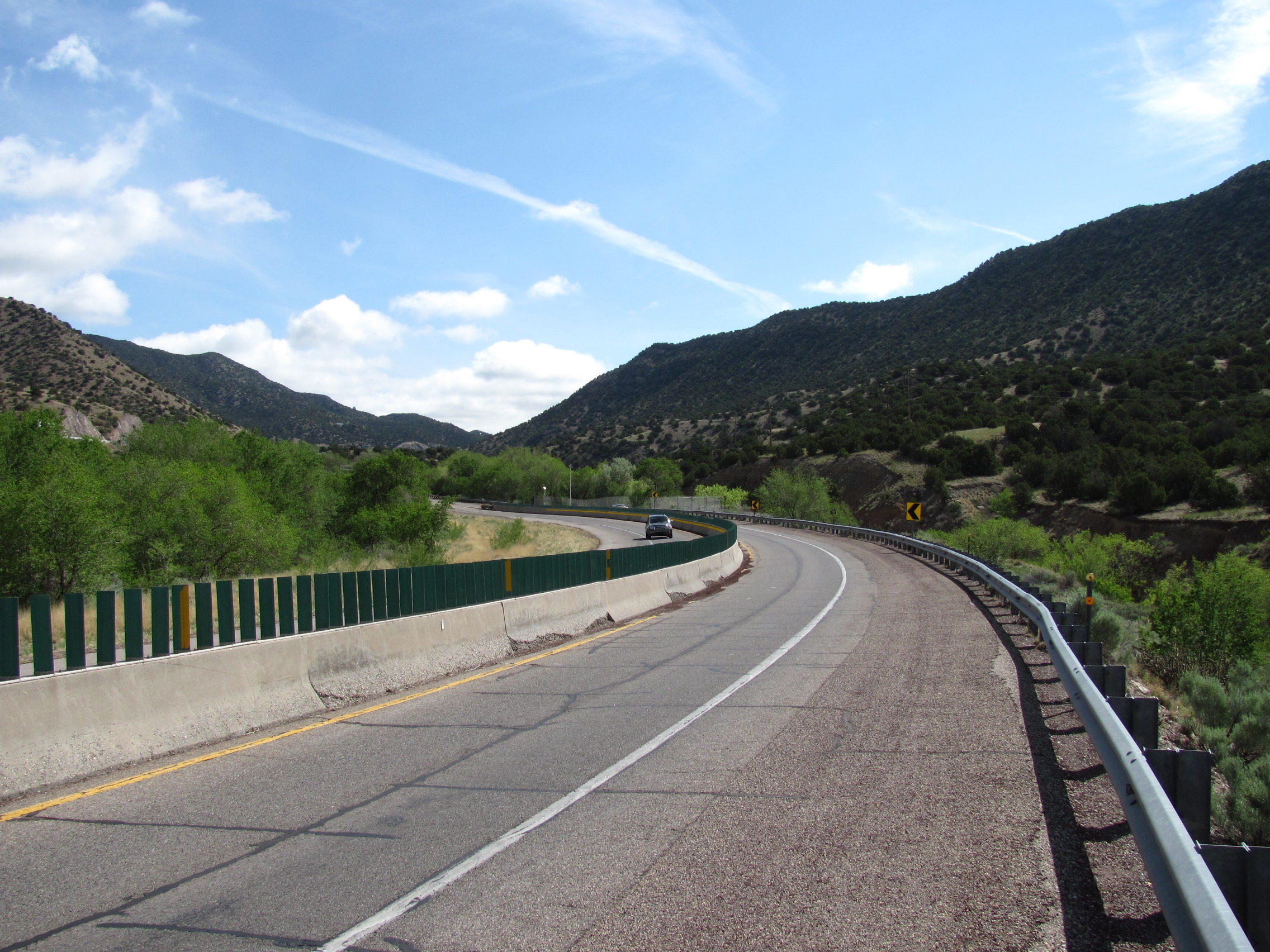
Un virage de la Route 66 dans le Tijeras Canyon

Le canyon est traversé par l'Interstate 40, qui suit le tracé de la Route 66 historique. La Route 66 passait à l'origine par Santa Fe et entrait à Albuquerque par le nord. En 1937, le gouverneur Arthur T. Hannett a détourné la route de Santa Fe à travers Tijeras Canyon pour se venger des politiciens qui, selon lui, avaient contrecarré sa réélection

## Au cinéma
Certaines scènes extérieures du film Seuls sont les indomptés sorti en 1962 y ont été tournées.